# Club Baloncesto San José
El Club Baloncesto San José fue un equipo baloncesto femenino de León, España. Hasta su desaparición militó en la Liga Femenina de Baloncesto de España, máxima categoría a nivel nacional. En la temporada 2008/2009, la entidad llegó a un acuerdo con la empresa FEVE por la que el club pasaría a llamarse CB FEVE San José.

## Historia
El germen del Club Baloncesto San José nace en el colegio Agustinas de León a principios de los 90. Pero es en el año 1998 cuando verdaderamente se concreta el inicio de la andadura del club leones en las categorías más modestas del baloncesto femenino. Su ascenso es fulgurante y en tan solo seis años ya se encuentra militando en la máxima categoría.
Al término de la que fue su quinta temporada en la máxima categoría del baloncesto femenino español, anunció que debido a problemas económicos no se inscribiría en la Liga Femenina ni en la Liga Femenina 2. Su plaza en la competición sería finalmente otorgada al Mann Filter Zaragoza.

## Trayectoria
- 1998/1999: 2.ª División, 1.º puesto y Ascenso de categoría
- 1999/2000: 1.ª División, 9.º puesto.
- 2000/2001: 1.ª División, 5.º puesto y Ascenso de categoría
- 2001/2002: Liga Femenina 2 (A), 6.º puesto.
- 2002/2003: Liga Femenina 2 (A), 2.º puesto.
- 2003/2004: Liga Femenina 2 (A), 2.º y Ascenso de categoría
- 2004/2005: Liga Femenina, 11.º puesto.
- 2005/2006: Liga Femenina, 5.º puesto.
- 2006/2007: Liga Femenina, 7.º puesto.
- 2007/2008: Liga Femenina, 4.º puesto.
- 2008/2009: Liga Femenina, 4.º puesto.

## Uniforme
- Primera equipación: camiseta y pantalón rojo.
- Segunda equipación: Camiseta y pantalón gris.

## Pabellón
El Pabellón que el CB San José utiliza para sus partidos como equipo local es el Palacio de los Deportes de León, que se encuentra en la Avenida Ingeniero Sáenz de Miera, al lado del Río Bernesga. Pertenece al Ayuntamiento de León y tiene una capacidad para 6500 personas.

## Palmarés
- Copa de la Reina de Baloncesto 2008: Subcampeón.

## Plantilla de la Temporada 2007/2008
BASES
- Liron Cohen (procedente del Anda Ramat Hasharon)
- Anna Gómez (segunda temporada en el club)

ESCOLTAS
- Allison Feaster-Strong (procedente del Ros Casares Valencia)
- María Revuelto (segunda temporada en el club)
- Alba García (procedente del Fuenlabrada júnior)

ALEROS
- Ann Strother (procedente de Indiana Fever-WNBA)
- Nadia Peruch (procedente del Universitario de Ferrol)
- Isabel Franco (procedente del Ponce de León)

PÍVOTS
- Lucila Pascua (tercera temporada en el club)
- Murriel Page (procedente del Hondarribia CB)
- Cindy Lima (procedente del Mann Filter Zaragoza)
- Paula Seguí (procedente del Real Club Celta Vigourban)

CUERPO TÉCNICO
- Miguel Ángel Estrada (Entrenador)
- Antonio Rodríguez Gómez (Segundo entrenador)
- Jorge Fidalgo (Fisioterapeuta)
- Sergio Díez Leal (Preparador Físico)
- Luis Miguel Rodríguez Rodríguez (Delegado)